# Промышленная революция в Германии
 Промышленная революция  — прорывной этап в истории индустриализации Германии, начавшийся в 1815 году.

## Промышленная революция
Германия вышла на путь капиталистического развития позже, чем Англия и Франция. Промышленный переворот здесь начался лишь в 1830-х годах и продолжался до 1870-х годов. Важнейшей причиной такого отставания было наличие феодальных средневековых порядков в сельском хозяйстве, сохранение цехов в промышленности и политическая раздробленность страны.
В отличие от Англии и Франции, становление общества нового типа в Германии происходило не революционным, а эволюционным путём. Средневековые порядки, а именно господство феодального землевладения и повинности крестьян, ликвидировались постепенно, путём реформ. Даже после революции 1848 года в Германии сохранялась феодальная монархия и политическая и экономическая власть крупных землевладельцев — юнкеров. Правда, монархия стала ограниченной, и некоторые политические права получила национальная буржуазия.
Опоздание промышленного переворота было обусловлено изолированностью страны от мировых торговых путей, отсутствием собственного флота. Политически раздробленные германские государства строили свою собственную экономическую политику. Каждая из них имела собственные деньги, метрическую систему, таможенные границы и нормы законодательства, которые тормозили создание единого национального рынка. Основные промышленные районы страны — Прусско-Силезский, Саксонский и Рейнско-Вестфальский — были экономически слабо связаны между собой.

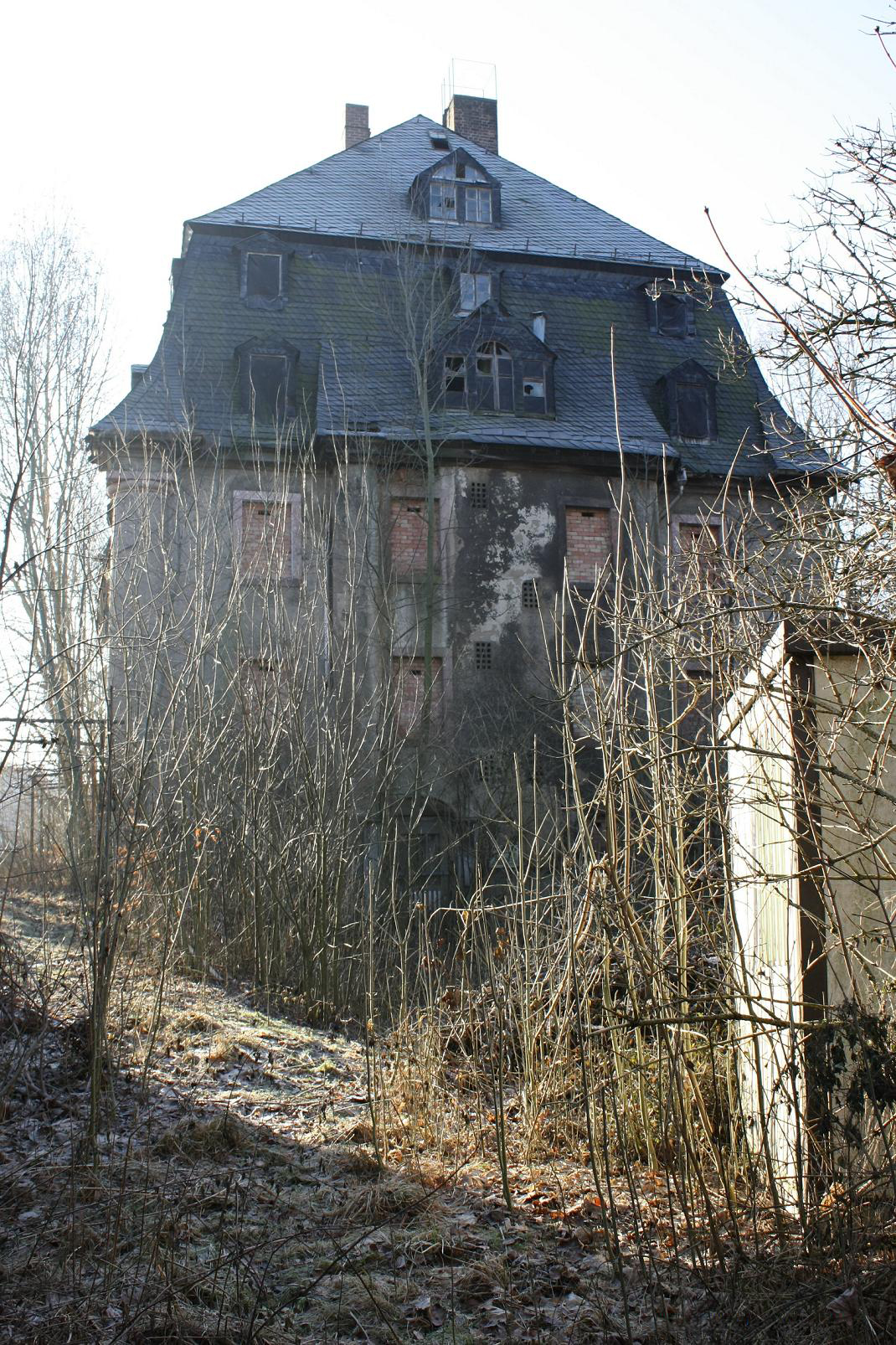
Прядильная фабрика — один из первых заводов Германии

В Германии долгое время господствовало средневековое ремесленное производство, основной формой которого были цеха. Мануфактуры появились в конце XVIII века и были расположены, как правило, в сельской местности. Господство городских цехов было подорвано немецким законодательством лишь в 1860-х годах. Ремесленное производство было малоэффективным. Промышленная продукция не была конкурентоспособной на внешнем рынке. Более того, внутренний рынок страны заполонили дешевые изделия французской и английской фабрично-заводской промышленности. Германия в первой половине XIX века была аграрным придатком промышленно развитых Англии и Франции.
Особенностью запоздалого промышленного переворота в Германии было то, что он базировался на основе отечественного машиностроения, на собственных инженерно-технических достижениях. В Германии сразу строились огромные по тому времени машиностроительные предприятия, оснащенные новейшим оборудованием. Именно это обеспечило невиданные в XIX веке темпы промышленного производства. Структура немецкой фабричной промышленности тоже выгодно отличалась от английской и французской. В Германии был осуществлен ряд изобретений (красители), в результате чего начала успешно развиваться химическая промышленность.
Для развития аграрных отношений в Германии характерной была постепенная ликвидация феодально-крепостнических отношений, которая затянулась до 1880-х годов. Индустриализация сельского хозяйства здесь также происходила медленно, темпы его развития отставали от промышленности. Факторами, которые сдерживали этот процесс, были обезземеливания и малоземелье большинства крестьян, их низкая покупательная способность, высокая земельная рента, задолженность.
Борьба за объединение Германии и подготовка к войне с Францией стали важным стимулом промышленного роста страны в 50-60-х годах. В связи с этим ускоренными темпами развивалась военно-промышленная база, в которой особую роль играли сталеплавильные, артиллерийские заводы Круппа (Рейнская область). Большое значение придавалось железнодорожному строительству, которое приобрело общенациональный характер, ликвидировало экономическую разрозненность страны, способствовало консолидации внутреннего рынка.
Хозяйственному подъему и ускорению промышленного переворота способствовал также таможенный союз германских государств (1867 год), который возглавляли союзный таможенный совет (нем. Zollverein)и таможенный парламент. Эта хозяйственная организация во многом определила позже политическое объединение государства.

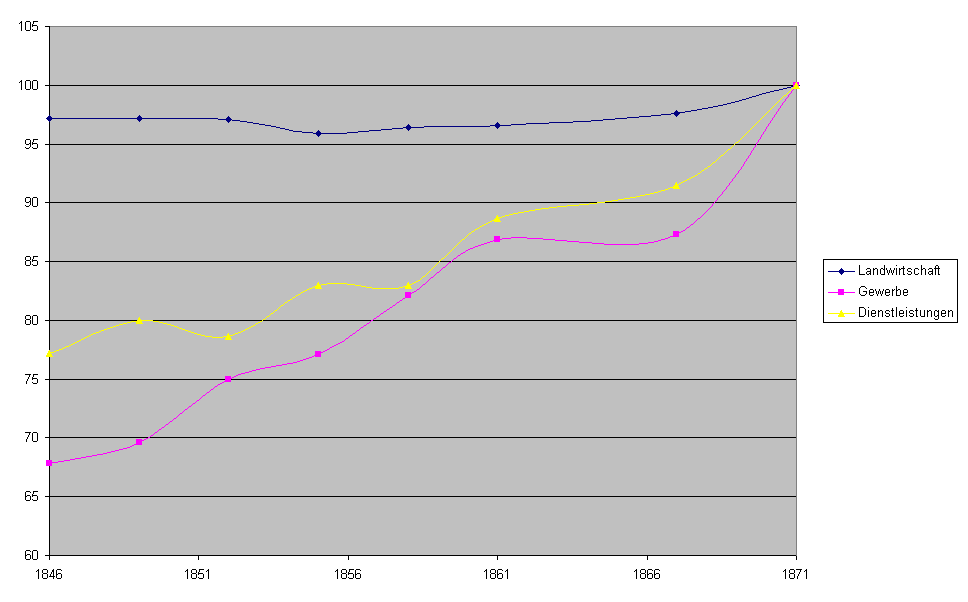
Рост занятости в сферах экономики — сельском хозяйстве (сверху), промышленности (в центре) и сферы услуг (снизу)

Важным показателем для начала промышленной революции в 1850-х годах было резкое увеличение использования угля, производства чугуна и стали, в частности, увеличение строительства машин, не в последнюю очередь локомотивов и увеличение транспортных услуг на железнодорожном транспорте. Растущий спрос на топливо и промышленные товары привели к дальнейшему расширению сети железных дорог и в свою очередь повысило спрос на новые локомотивы и рельсы.

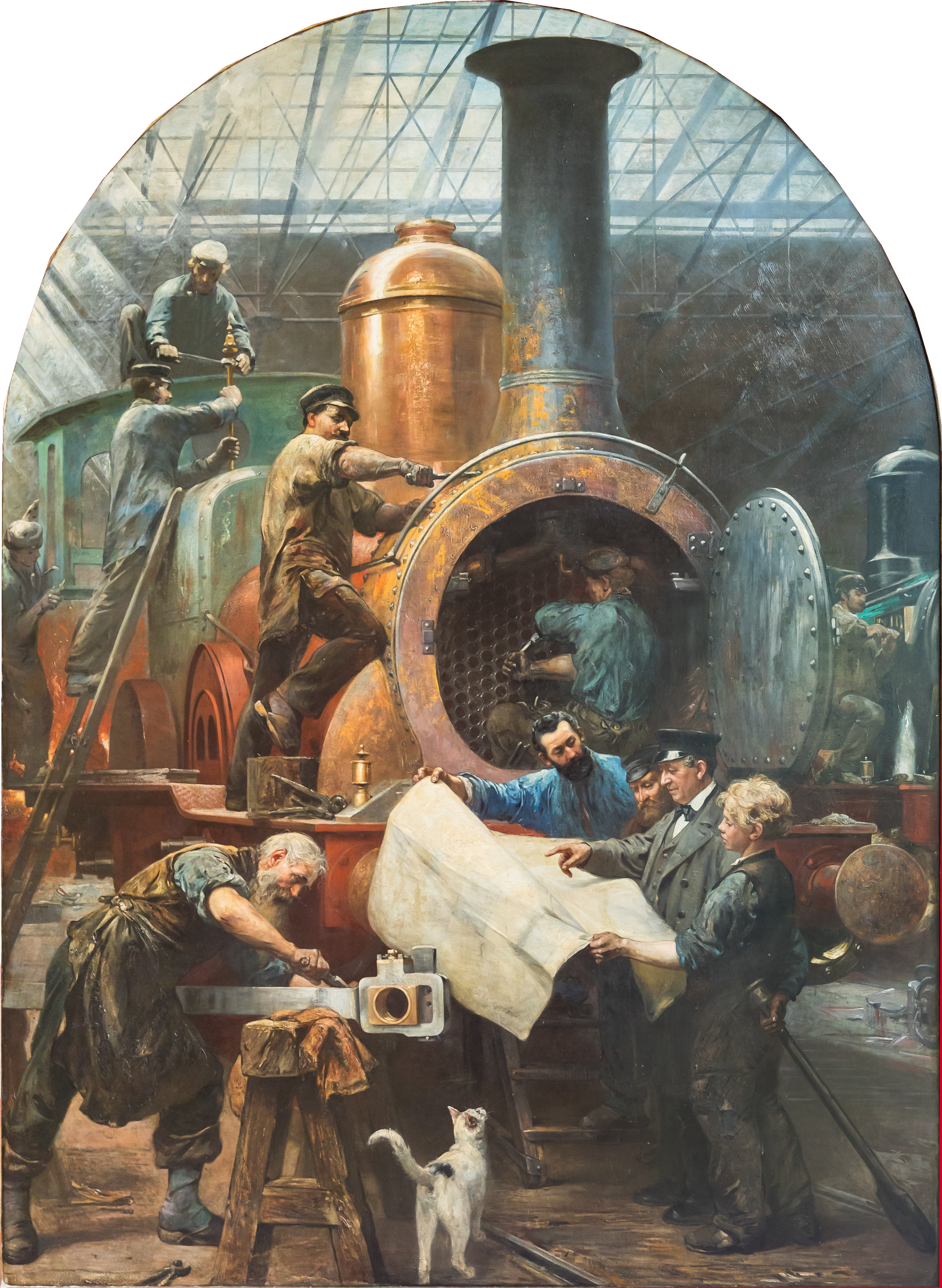
Строительство локомотива, картина Пауля Фридриха Маерхайма (1842-1915).

Середина XIX века в Германии была названа «эпохой грюндерства» («грюндеры», нем. Gründer — учредители компаний). Существенную роль в этом стремительном экономическом развитии сыграло строительство железных дорог, ставших самым значимым фактором в экономике этого периода. Поэтому типичный «грюндер» — это пионер железнодорожного транспорта, как Бетель Генри Штраусберг. Железные дороги дали серьёзный импульс развитию других отраслей промышленности благодаря выросшему спросу на уголь и сталь, что привело к учреждению промышленных империй, таких, как компания, основанная Фридрихом Круппом.
С развитием железнодорожного транспорта произошла революция в сфере сбыта, позволившая организовать массовое производства и за пределами индустриального сектора. Наиболее известными грюндерами в сфере продуктов питания стали основатель пивоварни  Игнац Маутнери кофейного дела Юлиус Майнль I.
Однако невиданный подъём внезапно закончился крупным биржевым крахом 1873 года, повлёкшим почти двадцатилетний период стагнации, известный как «грюндерский кризис». Кризис поставил под сомнение теорию экономического либерализма и привёл к созданию практических механизмов контроля и вводу протекционистских пошлин. Появившиеся в этот период массовые мелкобуржуазные и пролетарские движения стали явными противниками либерализма в экономике.
Самый сокрушительный удар кризис нанёс психологии людей. Обещания богатства и процветания для всех не были реализованы, в кругах мелких ремесленников и предпринимателей господствовал страх социального спада вследствие конкуренции со стороны промышленного производства. В этих кругах быстро распространялись теории заговоров, благодатную почву получил антисемитизм, получивший широкое распространение в 1880-е годы.

## Ведущие отрасли

### Железнодорожное строительство

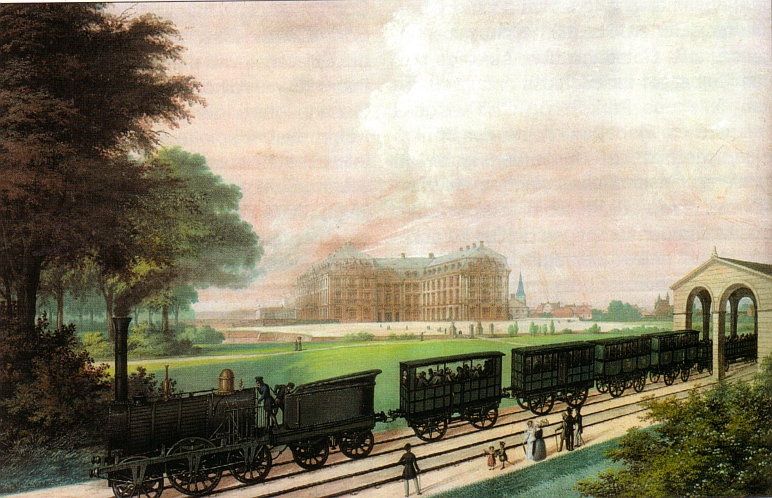
Железная дорога как проявление промышленной революции (1844)

Во вторичном секторе (производственный сектор) наблюдался стремительный рост производства железнодорожных двигателей, которое впоследствии заняло, в целом, ключевые позиции. Железнодорожная эра началась в Германии с шестикилометрового маршрута между Нюрнбергом и Фюртом железнодорожной компании Louis. В 1837 году был проложен 115-км маршрут между Лейпцигом и Дрезденом.
В 1840 году насчитывалось около 580 километров железных дорог, в 1870 году — около 7000 км.

### Металлообработка
С началом железнодорожного строительства в середине 1830-х годов, возрос спрос на рельсы и локомотивы. С 1830-х годов, таким образом, увеличилось число производителей паровых двигателей локомотивов.
Помимо нескольких крупных компаний в этой области, было много малых и средних предприятий, зачастую семейных. Основные производства располагались в Хемнице и Цвиккау, а также Берлин, Дрезден, Ганновер, Лейпциг, Мангейм и Кельн. В 1860-х годах начали производиться паровые двигатели. В частности, основной продукцией в течение 1870-х гг. является текстильное оборудование, паровые двигатели и сельскохозяйственная техника.